# Wiebesia vechti
Wiebesia vechti är en stekelart som beskrevs av Wiebes 1993. Wiebesia vechti ingår i släktet Wiebesia och familjen fikonsteklar. Inga underarter finns listade i Catalogue of Life.